# Ferrières-Saint-Hilaire

Ferrières-Saint-Hilaire este o comună în departamentul Eure, Franța. În 1 ianuarie 2022 avea o populație de 428 de locuitori.